# Krombach (Kahl)
Der Krombach ist ein etwa sechs Kilometer langer, nördlicher und rechter Zufluss der Kahl im unterfränkischenen Landkreis Aschaffenburg im bayrischen Spessart.

## Name
Ursprünglich bedeutet Krombach so viel wie gekrümmter Bach. Der Bach gab der gleichnamigen Gemeinde ihren Namen.

## Geographie

### Verlauf
Der Krombach entspringt in der Gemeinde Krombach nordwestlich des Hauptortes auf einer Höhe von 297 m ü. NHN in einer als Krombachquelle bezeichneten Feuchtwiese. Dort sammelt sich an zahlreichen Stellen Wasser, das in ein Gerinne abfließt. Im weiteren Verlauf durchfließt er den Ortsteil Oberkrombach, wo ihm der von Oberschur kommende Gitzenbach von rechts zufließt. In Mittelkrombach betrieb der Krombach früher die Obermühle. Hinter Unterkrombach lag im Ortsteil Unterschur die Mittelmühle. Etwas weiter unterhalb mündet der Ohlenbach von links in den Krombach, der danach über die Grenze zur Gemeinde Blankenbach fließt. 
Im Ortsteil Großblankenbach speiste der Krombach die ehemalige Untermühle. Er unterquert den Kahltal-Spessart-Radweg und die Kahlgrundbahn durch eine 2002 errichtete Unterführung und mündet schließlich auf einer Höhe von 187 m ü. NHN in die Kahl.
Der etwa 6 km lange Lauf des Krombachs endet ungefähr 110 Höhenmeter unterhalb seiner Quelle, er hat somit ein mittleres Sohlgefälle von circa 18 ‰.

### Einzugsgebiet
Das 7,7 km² große Einzugsgebiet des Krombachs liegt im Spessart und wird durch ihn über die Kahl, den Main und den Rhein zur Nordsee entwässert.
Es grenzt
- im Nordosten an das Einzugsgebiet des Westerbachs, der in die Kahl mündet
- im Osten und Süden an das der Kahl selbst
- im Südwesten an die Einzugsgebiete der beiden Kahlzuflüsse Sterzenbach und Schloßgrundgraben
- im Westen an das des Oberschurbachs, ebenfalls ein Zufluss der Kahl
- im Nordwesten an das des Kahlzuflusses Steinbachs
- und im Norden an das des Geiselbachs, der auch in die Kahl mündet.

### Zuflüsse
- Gitzenbach (rechts)
- Ohlenbach (links)

### Flusssystem Kahl
- Liste der Fließgewässer im Flusssystem Kahl

## Geschichte

### Mühlen
- Obermühle (Mittelkrombach)
- Mittelmühle (Unterschur)
- Untermühle (Großblankenbach)

Siehe hierzu auch die Liste von Mühlen im Kahlgrund.